# Campo di prigionia PG 107 (Torviscosa)
Il Campo di prigionia PG 107 (Torviscosa), chiamato più comunemente PG 107, è stato un campo per prigionieri di guerra durante la Seconda guerra mondiale. Fondato nel 1942, era collocato nel comune di Torviscosa, in Friuli-Venezia Giulia. Dopo l'armistizio dell'8 settembre 1943, il campo di prigionia fu dismesso e subito trasformato in villaggio operaio. Nel dopoguerra assunse il nome di Villaggio Roma. 

## Storia

### Seconda Guerra Mondiale
I lavori per la costruzione del campo furono ultimati nel 1942 ad opera dell'azienda italiana SNIA Viscosa, che in quelle zone possedeva strutture agricole e industriali per la coltivazione di canna gentile, da cui si andava a estrarre la cellulosa per la produzione di fibre tessili. Di tutta la gestione si occupa la SAICI (Società Agricola Industriale per la Cellulosa Italiana), azienda del gruppo SNIA Viscosa creata ad hoc. 
Tra i vari campi di prigionia presenti in Italia, il 107 fu il primo a configurarsi come campo di lavoro a servizio di un’azienda privata, appunto la SNIA. L’insediamento di campi di prigionia da parte di aziende private, con la possibilità di utilizzare i prigionieri nelle loro attività, rispondeva a una precisa proposta del governo italiano, che tra il 1941 e il 1942 si trovò a dover gestire un numero inaspettato di prigionieri di guerra catturati nelle battaglie delle guerre d’Africa. Inoltre, reperire manodopera tra i lavoratori della zona era diventato complicato, dato che la maggior parte degli uomini era impegnata al fronte. Agli occhi della società, i prigionieri di guerra rappresentavano una valida soluzione per sopperire alla mancanza di forza lavoro e rispetto ai civili offrivano addirittura dei vantaggi: erano giovani, costavano poco, non potevano avanzare pretese sindacali ed erano anche degli ottimi deterrenti alle incursioni aeree degli alleati. Le aziende quindi si fecero carico dei costi di costruzione di questi campi di lavoro; il costo di gestione veniva ripagato con il lavoro dei prigionieri stessi. I prigionieri che avrebbero anche lavorato ricevevano, oltre a una maggiorazione dei viveri, una diaria giornaliera di circa 3 lire. Le attività in cui venivano impiegati erano relative alla coltivazione e alla raccolta della canna gentile (Arundo donax), che la SNIA riteneva di poter utilizzare per estrarre la cellulosa necessaria alla produzione di fibre tessili artificiali. Nei periodi in cui questa attività non si rendeva necessaria, i prigionieri venivano utilizzati anche per il completamento dei lavori di bonifica sui terreni della SNIA, come la costruzione di canali e strade interpoderali.  
Il campo 107 fu completato alla fine del settembre 1942 e iniziò a riempirsi di soldati degli eserciti britannici. Il 30 settembre 1942 erano già presenti 500 prigionieri: 250 sudafricani e 250 neozelandesi. Coloro di cui si ha notizia grazie ai documenti presenti nell'Archivio nazionale di Wellington erano stati catturati l'anno precedente in Libia, nelle battaglie nei pressi di Tobruk. Il campo fu attivo per circa un anno, fino all'armistizio del settembre 1943; in quel periodo vi erano stati internati 616 soldati neozelandesi e 348 sudafricani arruolati negli eserciti britannici.
L'anno successivo, il 1943, vede il campo dotarsi di mensa, cucine, infermeria, sale ricreative, chiesa e persino spazi per attività sportive. La Croce Rossa, che nell'arco di tempo in cui il campo esistette fece visita ai prigionieri quattro volte, sosteneva che in generale le condizioni in cui versavano i soldati erano quantomeno migliori che in altri campi.  

### La fuga dal campo
La notizia dell'armistizio cominciò a circolare nel campo già la sera dell'8 settembre, poi confermata il mattino seguente; la corona britannica però aveva comandato ai soldati prigionieri di non fuggire dai campi e di attendere invece l'arrivo degli alleati. Il camp leader, il sergente Greenberg, un sottufficiale sudafricano, decise però di non obbedire agli ordini e convinse il comandante italiano ad aprire le porte del campo per rilasciare i prigionieri. La decisione si rivelò corretta, poiché l'esercito tedesco arrivò ben prima degli alleati, occupando l'Italia nord-orientale e istituendo la Zona di operazioni del Litorale Adriatico nei giorni immediatamente successivi all’armistizio; deportarono nei campi del Reich tutti i prigionieri rimasti. Non tutti decisero di scappare infatti; coloro che fuggirono furono circa 600, e attesero comunque altri due giorni prima di prendere davvero una decisione. La sera del 10 settembre si svolse una partita di baseball tra neozelandesi e sudafricani: i soldati difatti erano diventati soliti sfidarsi a questo gioco all'interno del campo, suscitando attenzione e ilarità anche nella popolazione civile, che quella sera assistette in un'atmosfera surreale. Coloro che seguirono la partita dall'interno del campo, quindi i prigionieri che non giocavano, erano vestiti pronti per la fuga; fuori una piccola folla si era radunata per assistere al match. Dopo la partita, che si concluse con la vittoria dei neozelandesi, nell'indifferenza delle guardie i soldati raccolsero le provviste ed uscirono dal campo, verso l'ignoto. Furono in larga parte aiutati dalla popolazione locale, che li accolse in casa, talvolta nascondendoli, indicando loro quale strada prendere o dando loro da mangiare. Notizie relative ai fuggitivi neozelandesi si possono trovare nei giornali dell'epoca o nell'archivio nazionale di Wellington; per i soldati sudafricani il reperimento di informazioni è più complicato. 
La maggior parte dei fuggitivi riparò verso l'ex Jugoslavia, aiutati spesso da partigiani italiani e sloveni. 
Quelli che scelsero di scappare furono aiutati, nei primi tempi, dagli abitanti del territorio circostante. Secondo la testimonianza di alcuni di loro, furono soprattutto le donne a dimostrare grande coraggio e generosità nei loro confronti. Molti dei fuggitivi furono comunque catturati dai tedeschi nelle settimane successive, mentre altri riuscirono a unirsi ai partigiani italiani o sloveni e a raggiungere gli alleati con il loro aiuto.

### Il villaggio operaio

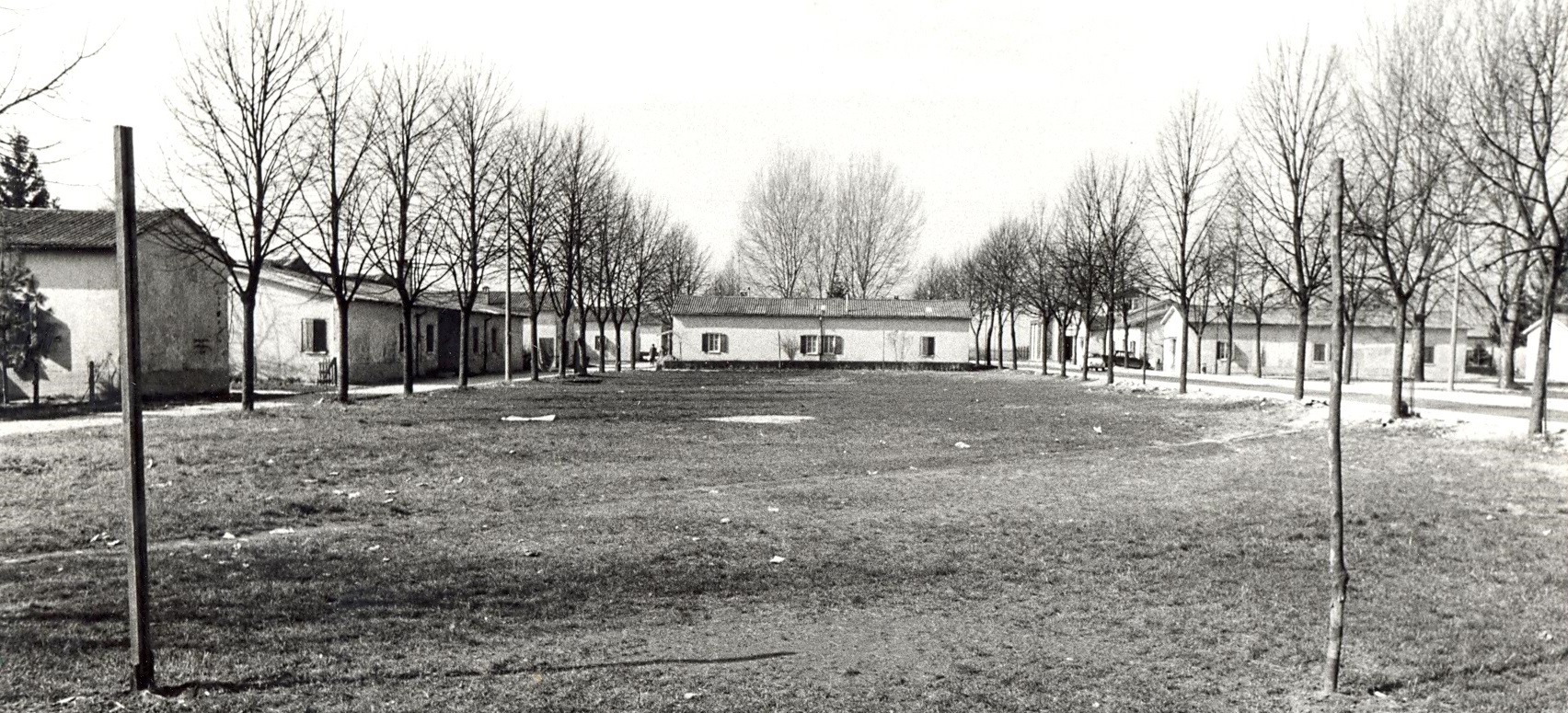
Il Villaggio Roma negli anni Settanta.

Nel 1944 il campo diventò una soluzione per le famiglie che avevano perso la casa durante la guerra o che vivevano in condizioni di sovraffollamento estremo. Le baracche vennero adattate a semplici alloggi e, con l'inizio dell'estate, la SAICI, proprietaria degli immobili, consentì a circa dieci famiglie di trasferirsi nella zona sud dell'ex PG 107. A luglio, le locazioni vennero formalizzate con contratti di affitto e per la fornitura di energia elettrica.
Nonostante le difficili condizioni, il villaggio operaio prese rapidamente una sua forma. Il 19 febbraio 1945, la direzione della SAICI ne riconobbe ufficialmente l'esistenza, assegnandogli il nome di Villaggio Roma. Per migliorare l'igiene e il comfort degli alloggi, la SAICI interviene più volte con lavori di ristrutturazione, trasformando le baracche in alloggi operai dignitosi, che risultavano decisamente migliori di quanto il mercato immobiliare potesse offrire all'epoca alla maggior parte della classe lavoratrice.
Queste abitazioni vennero demolite definitivamente nella seconda metà degli anni Settanta per fare spazio a una decina di villette unifamiliari e a nuovi edifici di edilizia popolare.